# Hajdajky
Hajdajky (ukr. Гайдайки) – wieś na Ukrainie, w obwodzie chmielnickim, w rejonie chmielnickim, w hromadzie Wijtiwci. W 2001 liczyła 341 mieszkańców, spośród których 338 wskazało jako ojczysty język ukraiński, a 3 rosyjski.